# Viernheim
Viernheim je německé město s 33 tisíci obyvateli v hesenské části Hornorýnské nížiny, přiléhá na západě k Mannheimu a první zmínka o tomto městě pochází z roku 777, kdy byl Viernheim uveden v loršském kodexu tamního kláštera.
Je součástí hustě osídlené aglomerace nazývané Region Rhein-Neckar, městem prochází kolem významného nákupního střediska Rhein-Neckar-Zentrum z roku 1972 okružní tramvajová linka číslo 5 Mannheim-Weinheim-Heidelberg-Mannheim.
V roce 1994 získalo město titul Brundtlandstadt za účast na projektu k úspoře energie.